# Filipe Melo
Filipe Melo (Lisboa, 1977) é um músico, realizador de cinema e autor de banda desenhada português.

## Música
Começou a tocar piano aos 14 anos de idade, desenvolvendo um interesse por jazz. Estudou no Hot Clube de Portugal e foi bolseiro no Berklee College of Music, em Boston. Foi vencedor do prémio Villas-Boas da Câmara de Cascais, do "Outstanding Musicianship Award" da Berklee. Estudou piano com Joanne Brackeen e Ray Santisi e composição e orquestração com Alejandro Erlich Oliva. 
Tornou-se também professor, arranjador e orquestrador, tendo gravado e trabalhado com músicos e grupos como Benny Golson, Seamus Blake, John Ellis, Jorge Rossy, António Zambujo, Andrea Bocelli, Old Jerusalem, Deolinda, Moonspell, The Legendary Tigerman, Sérgio Godinho, Ana Bacalhau, Peter Bernstein, Omer Avital, Camané, Carlos do Carmo, Donald Harrison Jr., Jesse Davis, Sheila Jordan, Paulinho Braga, Swingle Singers, Martin Taylor, Perico Sambeat, Herb Geller, Orquestra de Jazz do Hotclube, Orquestra Metropolitana, Orquestra Sinfónica Portuguesa, entre muitos outros. Compôs também várias bandas sonoras para cinema. e teatro.    
Foi também o autor da música do Jornal da Noite da SIC. Actualmente, é professor na Escola Superior de Música de Lisboa.   

## Cinema e Televisão
Foi o criador de vários projectos de culto: "I'll See You in My Dreams", curta metragem vencedora do Fantasporto, do Méliès d´Or e de outros 12 prémios internacionais e "Um Mundo Catita", a primeira série de ficção produzida pela RTP2 (6 episódios). Realizou dois videoclips para a banda Moonspell e vários spots para festivais de cinema. 
Em 2018, regressou ao cinema ao realizar uma curta metragem intitulada "Sleepwalk", baseada na BD com o mesmo nome. Em 2021, escreveu e realizou a curta metragem "O Lobo Solitário", que vence o prémio do público no festival de Curtas de Vila do Conde. Este filme integrou ainda a shortlist para os Óscar da Academia de Artes e Ciências Cinematográficas, sendo o primeiro filme português de imagem real a figurar nessa categoria. Ambas as curtas que realizou venceram o Prémio Sophia da Academia Portuguesa de Cinema.  
Integra com Bruno Nogueira e Nuno Markl, "Uma Nêspera no Cu", um podcast que deu origem a uma série de espectáculos ao vivo. Com a mesma equipa e Salvador Martinha, co-escreve a minissérie "Princípio, Meio e Fim" para a SIC.  

## Banda desenhada
Na BD, é nomeado para os Prémios Eisner e Harvey como argumentista, bem como vários prémios do festival AmadoraBD. 
Edita pela Companhia das Letras em Portugal, mas tem os seus livros publicados pela Top Shelf (IDW) e pela Dark Horse Comics nos EUA. 
Em 2012 é convidado a escrever para a Dark Horse Presents, uma antologia comemorativa dos 25 anos da Dark Horse Comics, ao lado de Frank Miller e Mike Mignola. É autor da trilogia As Aventuras de Dog Mendonça e Pizzaboy. Os seus livros de banda desenhada contam com prefácios dos lendários realizadores John Landis, George A. Romero, Lloyd Kaufman e Tobe Hooper, e estão editados em vários países (França, Polónia, Brasil, EUA, etc.). Estes livros deram ainda origem a um jogo de computador. 
Em 2016, também em parceria com o desenhador Juan Cavia, edita "Os Vampiros", um livro que conta a história de um grupo de comandos na Guerra Colonial. Em 2017, colabora na nona edição da revista Granta Portugal, com edição de Carlos Vaz Marques, com uma história intitulada "Sleepwalk" sobre o tema Comer, Beber. Nesse mesmo ano publica com a editora Tinta-da-China a antologia de banda desenhada Comer/Beber, que inclui "Sleepwalk" e uma nova história inédita, "Majowski", numa edição limitada. Esta antologia voltaria a ser editada em 2021, desta vez pela editada pela Companhia das Letras.  
Em 2021, com Juan Cavia, edita "Balada para Sophie". Em 2022 os direitos deste livro foram comprados pela Universal Studios para desenvolvimento de uma série de televisão.  
| Ano  | Título                                                                  | Editora                                |
| ---- | ----------------------------------------------------------------------- | -------------------------------------- |
| 2009 | As Incríveis Aventuras de Dog Mendonça e Pizzaboy                       | Tinta-da-China / Dark Horse Comics     |
| 2011 | As Extraordinárias Aventuras de Dog Mendonça e Pizzaboy II - Apocalipse | Tinta-da-China / Dark Horse Comics     |
| 2013 | As Fantásticas Aventuras de Dog Mendonça e Pizzaboy III - Requiem       | Tinta-da-China / Dark Horse Comics     |
| 2016 | Os Contos Inéditos de Dog Mendonça e Pizzaboy                           | Tinta-da-China / Dark Horse Comics     |
| 2016 | Os Vampiros                                                             | Tinta-da-China / Companhia das Letras  |
| 2017 | Comer/Beber                                                             | Tinta-da-China / Paquet                |
| 2020 | Balada para Sophie                                                      | Companhia das Letras / Top Shelf (IDW) |
| 2023 | As Aventuras Completas de Dog Mendonça e Pizzaboy                       | Companhia das Letras                   |

## Prémios e Reconhecimento
Na edição de 2004 do Fantasporto, curta produzida por ele, intitulada I´ll See You in My Dreams, ganhou o prémio de Melhor Curta Metragem. 
Com a curta metragem intitulada Sleepwalk, ganhou em 2019, o Prémio Sophia Melhor Curta-Metragem de Ficção, atribuído pela Academia Portuguesa de Cinema. 
Recebeu, em 2019, o Troféu de Honra do festival Amadora BD.  Em 2018, foi distinguido com a medalha de mérito cultural do Município de Tondela. 
Balada para Sophie, novela gráfica publicada em 2020, ganhou o prémio de Melhor Banda Desenhada de Autor Português do festival AmadoraBD de 2021  e o prémio de Livro do Ano da Livraria Bertrand (escolha dos livreiros). Ainda com este livro, foi nomeado para quatro prémios Eisner e dois Prémios Harvey. 
A curta metragem O Lobo Solitário, de 2021, ganha o prémio Sophia de melhor curta-metragem de 2022, assim como o prémio do público do festival Curtas de Vila do Conde, e chega à shortlist dos Ócares de 2023. 

## Ligações Externas
- TEDxCoimbra | Filipe Melo fala sobre O Processo Criativo  (2013)

- RTP | Prova Oral | Filipe Melo toca o tema do livro Balada para Sophie
- Trailer | I'll see you in my dreams (2004)